# Josep Maria Carreras i Dexeus
|  | Aquest article tracta sobre l'aviador català. Si cerqueu el tenor català, vegeu «Josep Maria Carreras i Coll». |

Josep Maria Carreras i Dexeus   (Barcelona, 1906 - 1989) va ser un aviador català. Va obtenir el títol de pilot el 1927 i de pilot de transport el 1935. És conegut per dur a terme el «gran vol de l'aviació catalana» el 1936, un viatge des de Barcelona a Guinea. Amb l'inici de la Guerra Civil espanyola el 1939, decideix establir-se a Anglaterra i serveix com a pilot de la Royal Air Force durant la Segona Guerra Mundial. Va contraure matrimoni amb Mari Pepa Colomer, també aviadora. Carreras va residir a Barcelona fins a la seva mort el 1989.

## Família
Josep Maria Carreras és nebot de Santiago Dexeus i Font i cosí germà de Santiago Dexeus i Trias de Bes, de Josep Maria Dexeus i de Joan Sardà i Dexeus.